# Kaiavere
Koordinaten: 58° 35′ N, 26° 41′ O
Kaiavere (deutsch Kayafer) ist ein Dorf (estnisch küla) in der Landgemeinde Tabivere (Tabivere vald) im  estnischen Landkreis Jõgevamaa.

## Lage und Beschreibung
Kaiavere hat 54 Einwohner (Stand 1. Januar 2009). Das Dorf liegt 26 km nordwestlich der zweitgrößten estnischen Stadt Tartu (Dorpat).
Zu Kaiavere gehört der 2,5 km² große Kaiavere järv (Kayferscher See). Durch den See fließt der Fluss Amme (Amme jõgi). Er verbindet den Kaiavere-See mit dem Elistvere-See (1,75;km²).

## Geschichte
Das Dorf wurde erstmals 1473 unter dem Namen Kayver urkundlich erwähnt. Für 1512 ist das Hof Kayfer belegt. Er gehörte zeitweilig zum Nonnenkloster von Tartu. Aus dieser Zeit stammt auch der historische Name Nonnenhoff.
1627 stand das Rittergut von Kaiavere in Privatbesitz. Letzter Eigentümer des Guts vor der Enteignung zum Zuge der estnischen Landreform von 1919 war die adlige deutschbaltische Familie von Löwenstern.
Berühmtester Sohn des Ortes ist August Philipp Klara (1790–1850), einer der ersten bildenden Künstler estnischer Herkunft.